# Харківська єпархія ПЦУ
Харківська єпархія — єпархія Православної церкви України на території Харківської області.

## Історія
Ще на початку 1990-х років у Харкові виникли перші громади Української автокефальної православної церкви. Але після Об'єднавчого собору 1992 року й утворення Київського патріархату один з активістів автокефального руху, керівник місцевого осередку братства апостола Андрія Первозваного Ігор (Ісіченко) став на бік противників об'єднання. Пізніше він став ієрархом Харківсько-Полтавської єпархії УАПЦ (оновленої).
У травні 2006 року збори однієї з найстаріших українських православних громад Харкова — святого апостола Іоана Богослова — майже одноголосно (двоє утримались) вирішили увійти в підпорядкування патріарха Філарета. А вже у липні того ж року відбувся перший архіпастирський візит патріарха на Харківщину. Цей візит викликав шалений спротив з боку єпархії УПЦ МП. Але все це не завадило патріарху відвідати храми Харківщини, єпархіальне управління, а у церкві Іоана Богослова звершити молебень.
9 жовтня 2008 року в храмі святого апостола Іоана Богослова патріарх Філарет, вперше з часу возведення на патріарший престол, звершив у Харкові Божественну літургію.
8 червня 2020 року, відбулось урочисте освячення новозбудованого кафедрального храму Святої Трійці у м. Богодухові Харківської області, яке здійснили архієпископ Сумський і Охтирський Мефодій, єпископ Харківський і Богодухівський Митрофан та єпископ Запорізький і Мелітопольський Фотій.
24 липня 2020 року митрополит Київський і всієї України Епіфаній освятив новозбудований храм на честь святителя Миколая Чудотворця села Бугаївка Вовчанського району.
25 вересня 2020 року духовенство єпархії разом із правлячим єпископом взяли участь у церемонії прощання з одним із курсантів, які загинули в авіакатастрофі Ан-26. 
15 жовтня 2020 року, відбулося урочисте освячення новозбудованого храму святого рівноапостольного князя Володимира Великого на території Меморіального комплексу "Слобожанський" (Харківська область, Дергачівський р-н, с. Лісне), яке здійснили архієпископ Дніпровський і Криворізький Симеон, єпископ Харківський і Богодухівський Митрофан.
11 грудня 2020 року керуючий Харківською єпархією ПЦУ єпископ Митрофан провів зустріч в єпархіальному управлінні з представниками Релігійної громади "Свято-Миколаївської парафії" на чолі з ієреєм Павлом Кущем Харківсько-Полтавської єпархії Української Автокефальної Православної Церкви с.Мурафа Краснокутського району Харківської області. Громада звернулась за благословінням увійти до складу Харківської єпархії Православної Церкви України. Відповідно до виданого єпископом Митрофаном відповідного указу парафія прийнята до складу Харківської єпархії Православної Церкви України.

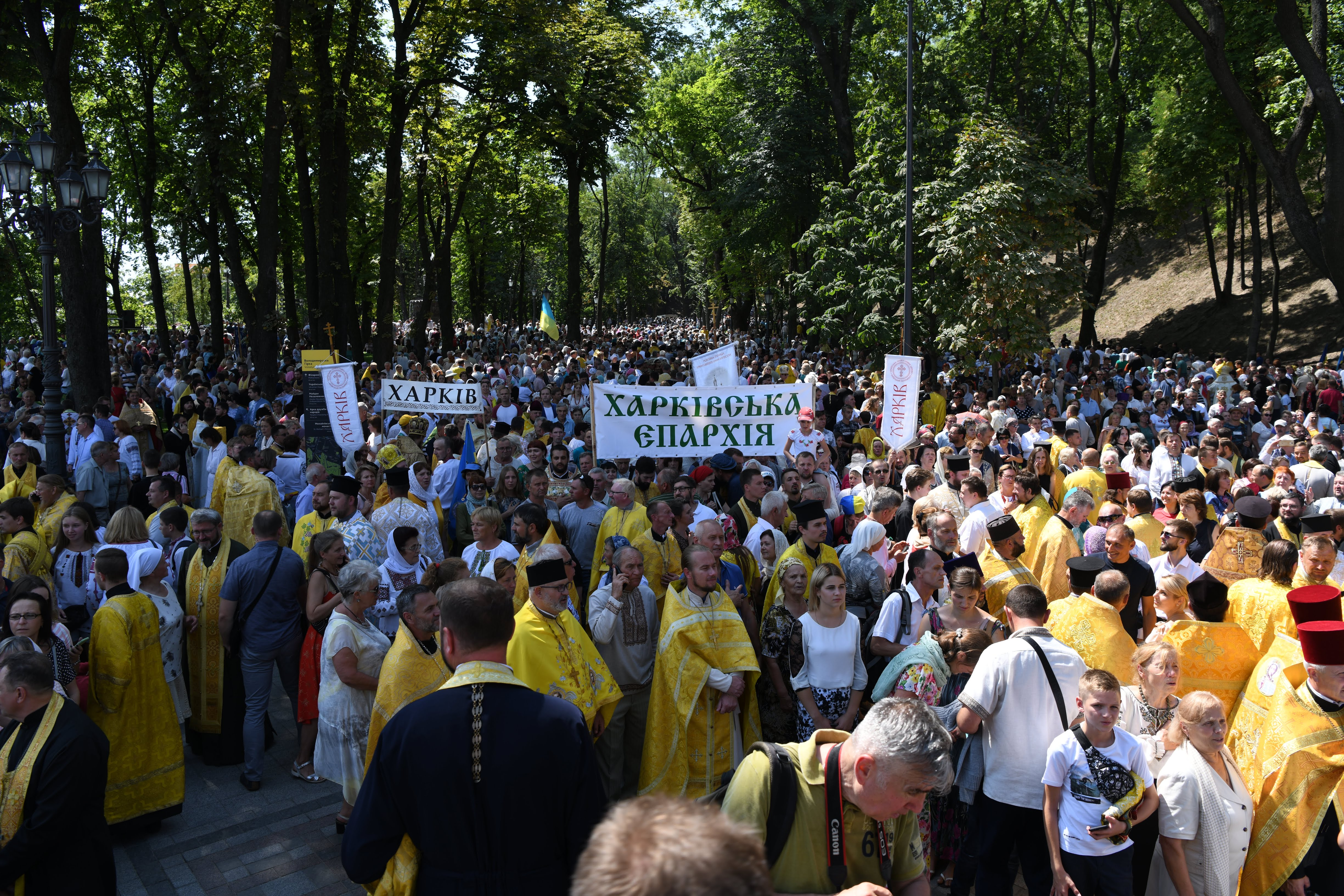
Віряни Харківської єпархії ПЦУ на хресній ході в честь святкування Хрещення Русі (2019 рік).

## Правлячі Архієреї
- єпископ Адріан 1995 — 1999
- єпископ Володимир 1999 — 2000
- єпископ Флавіан 21 жовтня 2000 — 2003
  - архієпископ Полтавський та Кременчуцький Євсевій 2003 — 2005 (в. о.)
  - єпископ Вишгородський Лаврентій 21 червня 2005 — 25 серпня 2005 (в. о.)
- єпископ Лаврентій 25 серпня 2005 — 27 липня 2013
- архієпископ Митрофан (з 25 серпня 2013)[7]

## Структура

### Правління
- м. Харків, вул. Семінарська, 4.
- координати: 49°59′08″ пн. ш. 36°11′50″ сх. д. / 49.985562° пн. ш. 36.197151° сх. д.
- Секретар єпархії: прот. Григорій Стасюк

### Парафії
| №  | Назва                                                              | Адреса | Координати                                                                               | Настоятель                     |
| -- | ------------------------------------------------------------------ | --- | ---------------------------------------------------------------------------------------- | ------------------------------ |
| 1  | Храмовий комплекс Преображення Господнього                         | м. Харків, пр. Льва Ландау, 29 Г                                                                                        | 49°56′08″ пн. ш. 36°16′54″ сх. д. / 49.935519° пн. ш. 36.281638° сх. д.                  | єпископ Митрофан (Бутинський)  |
| 2  | Храм святого великомученика і цілителя Пантелеймона                | м. Харків, вул. Каденюка, 8А/1                                                                                          | 49°57′10″ пн. ш. 36°18′26″ сх. д. / 49.952817° пн. ш. 36.307136° сх. д.                  | о. Григорій Стасюк             |
| 3  | Храм святого Апостола Іоанна Богослова                             | м. Харків, вул. Велика Панасівська, 105-А                                                                               | 50°00′17″ пн. ш. 36°12′03″ сх. д. / 50.004726° пн. ш. 36.200799° сх. д.                  | митр. прот. Віктор Маринчак    |
| 4  | Храм на честь Володимирської ікони Божої Матері                    | м. Харків, вул. Немишлянська, 70                                                                                        | 49°58′27″ пн. ш. 36°19′19″ сх. д. / 49.974244° пн. ш. 36.321895° сх. д.                  |                                |
| 5  | Храм Святого Духа                                                  | м. Харків, просп. Героїв Харкова, 135А, на території ПП «БАЛЕКС» та ТД «ЗОЛОТА МИЛЯ»                                    | 49°59′25″ пн. ш. 36°16′05″ сх. д. / 49.990263° пн. ш. 36.268114° сх. д.                  | о. Юрій Боратинець             |
| 6  | Храм св. ап. Андрія Первозваного                                   | м. Харків, вул. Семінарська, 22, на території в/ч 3005 - 5-ї окремої Слобожанської бригади Національної гвардії України | 49°58′59″ пн. ш. 36°11′53″ сх. д. / 49.982932° пн. ш. 36.198187° сх. д.                  | о. Артемій                     |
| 7  | Свято-Покровська громада міста Харкова                             | м. Харків, вул. Слов'янська, 6, кв. 98                                                                                  | 49°59′24″ пн. ш. 36°12′34″ сх. д. / 49.990015° пн. ш. 36.2095° сх. д.                    | голова громади — ієрей Сергій  |
| 8  | Храм Святителя Луки                                                | м. Харків, вул. Культури, 5, в приміщенні Військово-медичного клінічного центру Північного регіону                      | 50°00′39″ пн. ш. 36°14′11″ сх. д. / 50.010840° пн. ш. 36.236482° сх. д.                  | капелан ієрей Ігор Маяк        |
| 9  | Храм святого Миколая Чудотворця                                    | м. Харків, вул. 7-ї гвардійської армії, 14                                                                              |                                                                                          |                                |
| 10 | Храм на честь св. мученика Іоана Воїна                             | м. Харків, вул. Полтавський шлях, 192, територія Військового інституту танкових військ НТУ “ХПІ”                        | 49°58′29″ пн. ш. 36°09′55″ сх. д. / 49.97459213227906° пн. ш. 36.16540754905586° сх. д.  |                                |
| 11 | Кафедральний храм Святої Трійці                                    | м. Богодухів, вул. Гайворонська,1                                                                                       |                                                                                          | ігумен Варфоломій (Олефір)     |
| 12 | Храм Святого Духа                                                  | м. Богодухів, вул. Грайворонська, 2                                                                                     | 50°09′46″ пн. ш. 35°32′00″ сх. д. / 50.162860° пн. ш. 35.533370° сх. д.                  | прот. Василь Лесик             |
| 13 | Храм святителя Миколая Чудотворця                                  | Богодухівський район, с. Вікторівка                                                                                     |                                                                                          | ієрей Димитрій Мейлах          |
| 14 | Храм Покрови Пресвятої Богородиці                                  | Богодухівський район, с. Воскресенівка                                                                                  |                                                                                          |                                |
| 15 | Храм Собору архістратига Михаїла та інших Небесних Сил безтілесних | м. Барвінкове, вул. Скрипника, 6                                                                                        |                                                                                          | ігумен Варфоломій (Олефір)     |
| 16 | Храм свт. Миколая Чудотворця                                       | м. Валки, вул. Григорія Сковороди                                                                                       |                                                                                          |                                |
| 17 | Храм Святого Апостола Матфея                                       | Валківський район, с. Перекіп, вул. Центральна, 34                                                                      |                                                                                          |                                |
| 18 | Храм святителя Миколая Чудотворця                                  | Вовчанський район, с. Бугаївка                                                                                          |                                                                                          | прот. Омельян Яворський        |
| 19 | Храм св. ап. Петра і Павла                                         | м. Дергачі, вул. Золочівський шлях, 7                                                                                   |                                                                                          | ієрей Михайло Лівіцький        |
| 20 | Храм Володимира Великого                                           | Дергачівський район, с. Лісне, Меморіальний комплекс "Слобожанський"                                                    | 50°06′46″ пн. ш. 36°15′39″ сх. д. / 50.112831615088346° пн. ш. 36.26082233426093° сх. д. |                                |
| 21 | Храм св. благовірного князя Олександра Невського                   | Дергачівський район, с. Чайківка, вул. Спортивна, 2                                                                     | 50°04′38″ пн. ш. 36°11′25″ сх. д. / 50.0770841° пн. ш. 36.190223° сх. д.                 | прот. Юрій Боратинець          |
| 22 | Храм Архистратига Михаїла                                          | Зміївський район, с. Таранівка, вул. Садова, 10А                                                                        | 49°37′12″ пн. ш. 36°08′40″ сх. д. / 49.620077° пн. ш. 36.144509° сх. д.                  | прот. Димитрій Шостенко        |
| 23 | Храм прп. Нестора Літописця                                        | м. Ізюм, вул. Харківська, 20                                                                                            |                                                                                          | о. Іван Зюзін                  |
| 24 | Храм Різдва Пресвятої Богородиці                                   | Куп'янський район, с. Глушківка, вул. Миру, 84                                                                          |                                                                                          | протоієрей Олег Усов           |
| 25 | Храм Святого Воскресіння Господнього                               | Харківський район, смт Безлюдівка, вул. 1-го травня, 23                                                                 |                                                                                          | о. Іван Панишев                |
| 26 | Храм Введення Пресвятої Богородиці                                 | Харківський район, м. Мерефа, пл. Тараса Шевченка, 16                                                                   | 49°50′25″ пн. ш. 36°03′04″ сх. д. / 49.840233° пн. ш. 36.051163° сх. д.                  | архимандрит Палладій (Більчук) |
| 27 | Храм Святого Василія Великого                                      | Харківський район, с. Мовчани, вул. Мовчанівська, 65а                                                                   |                                                                                          | о. Василь Леп'як               |
| 28 | Храм Свято-Миколаївський                                           | Харківський район, с. Циркуни                                                                                           |                                                                                          | о. Олег Козуб                  |
| 29 | Храм архістратига Михаїла та інших Небесних Сил безтілесних        | Харківський район, с. Руські Тишки, вулиця Липецька, 2Б                                                                 |                                                                                          | прот. Андрій Лесик             |
| 30 | Храм святого Миколая                                               | Краснокутський район, с. Мурафа, вул. Харківська, 19                                                                    | 50°02′38″ пн. ш. 35°19′04″ сх. д. / 50.04398532314336° пн. ш. 35.31764239021292° сх. д.  | ієрей Павло Кущ                |
| 31 | Храм Успіння Пресвятої Богородиці                                  | Чугуївський район, с. Соколове                                                                                          |                                                                                          | о. Станіслав Аштраф'ян         |
| 32 | Храм Свято-Покровський                                             | Луганська обл., м. Сватове, Майдан Злагоди, 43                                                                          |                                                                                          | прот. Димитрій Романків        |

### Монастирі
1. Свято-Миколаївський Ковягівський чоловічий монастир, смт. Ков'яги, Богодухівський р-н, – духівник – архимандрит Феодосій (Ганзій)[10].

## Галерея

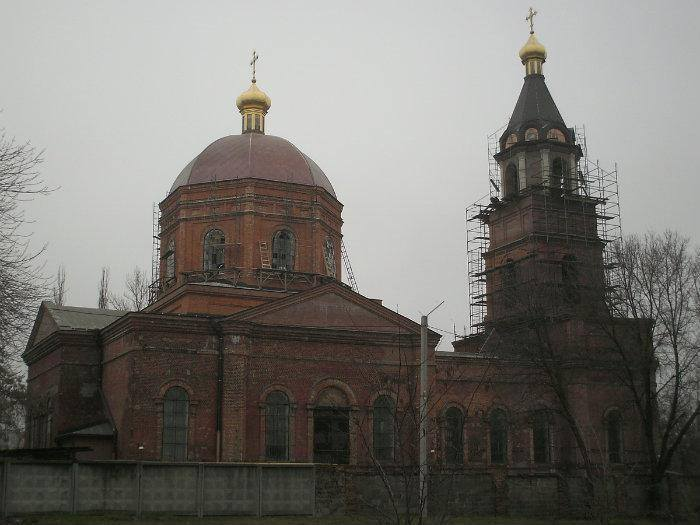
Храм Святого Іоанна Богослова ( м. Харків, вул. Велика Панасівська, 105 а)
Храм Святого великомученика і цілителя Пантелеймона ( м. Харків, р-н Нові дома)
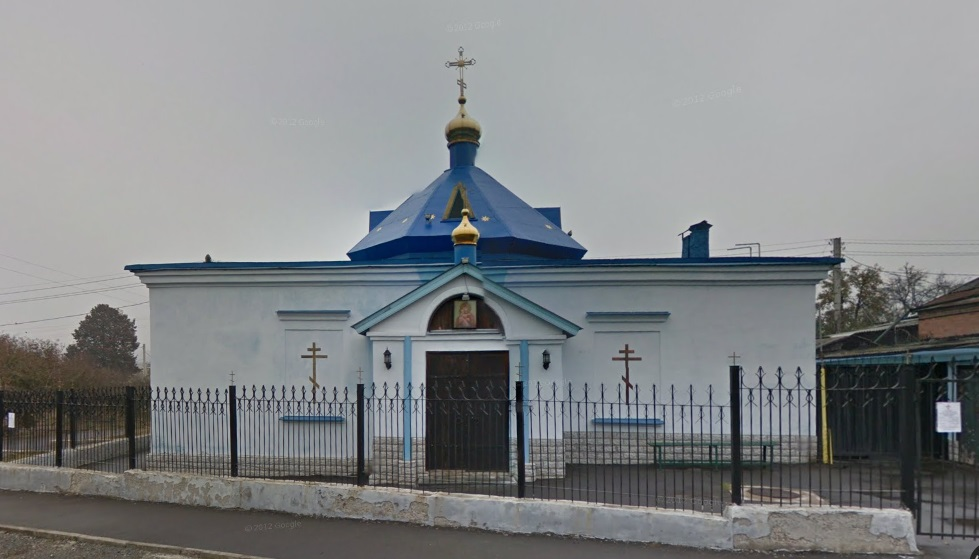
Храм Володимирської ікони Божої Матері (м. Харків, Немишля).
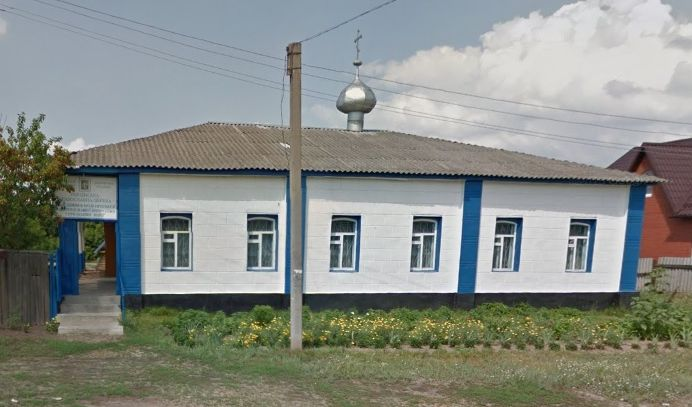
Храм Введення пресвятої Богородиці (м. Мерефа, Харківської обл.)
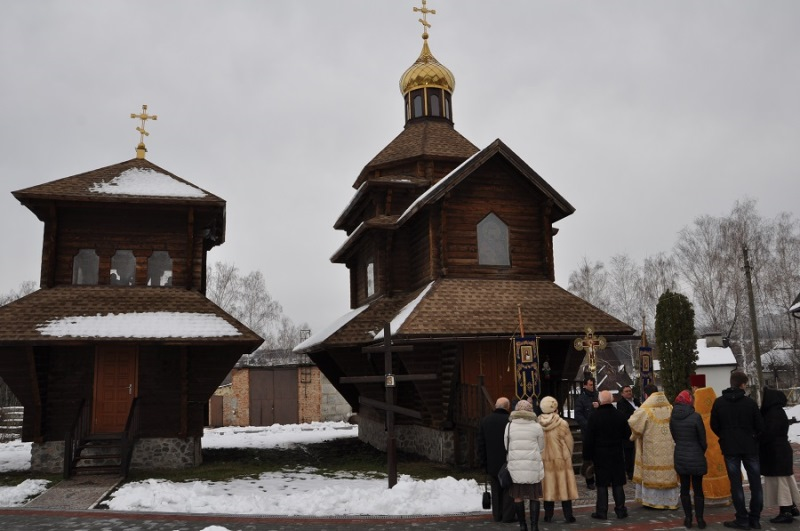
Храм св. блгв. кн. Олександра Невського (с. Чайківка, Дергачівський р-н, Харківської обл.)
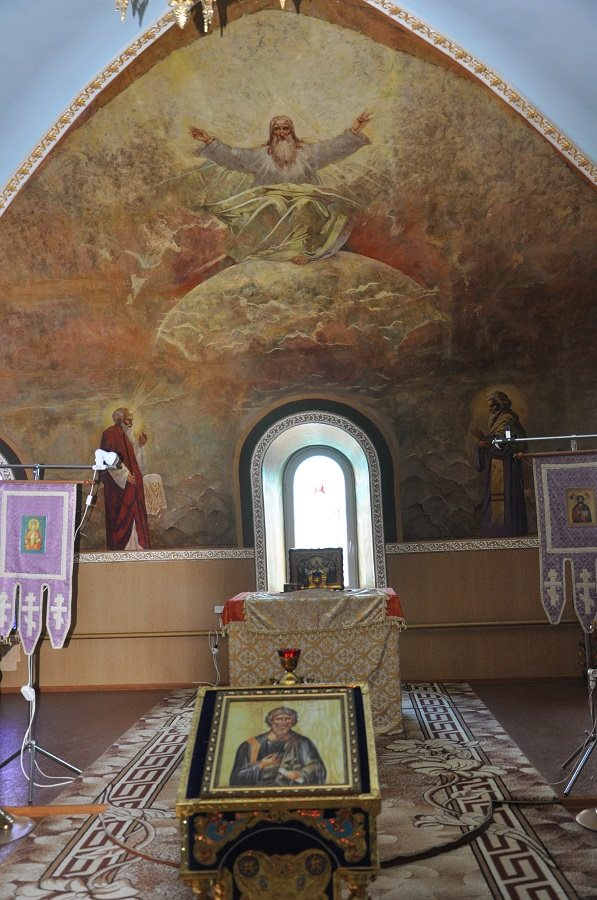
Храм святого Андрія Первозваного (м. Харків, вул. Семінарська, 22)
Храм архістратига Божого Михаїла та інших Небесних Сил безтілесних с. Руськи Тишки
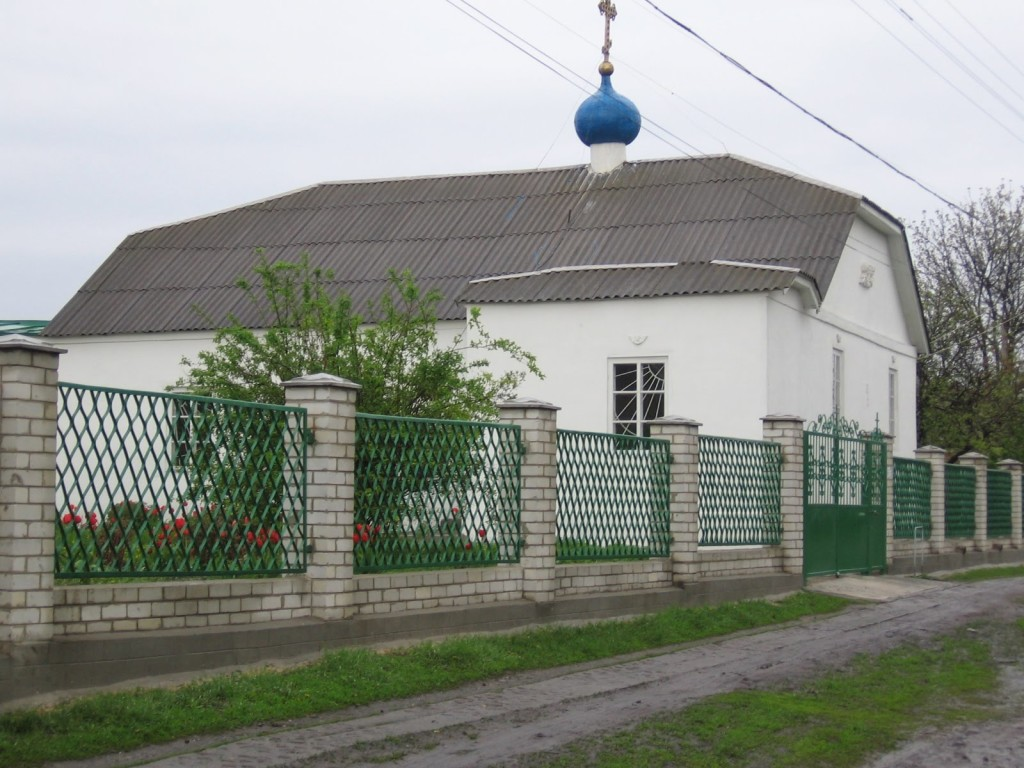
Архангело-Михайлівський храм (с. Таранівка, Зміївський р-н, Харківська обл.).
Будинок Єпархіального управління Харківської єпархії УПЦ КП